# Teobaldo Depetrini
Teobaldo Mario Livio Depetrini (Vercelli, 12 marzo 1913 – Torino, 8 gennaio 1996) è stato un calciatore e allenatore di calcio italiano, di ruolo mediano.

## Carriera

### Giocatore
Cresciuto calcisticamente nella Pro Vercelli, esordì in Serie A con i bianchi il 31 maggio 1931, giocando per tre stagioni insieme a Silvio Piola e compagni. Nel frattempo la Juventus aveva messo gli occhi su di lui, facendolo arrivare a Torino nel 1933, nel pieno dell'epoca del Quinquennio d'oro.

Depetrini (primo da sinistra) con alcuni compagni in bianconero all'inizio degli anni 1940

Nelle stagioni successive diventerà un punto fondamentale della linea mediana bianconera, collezionando 388 presenze di cui 359 in campionato (304 in Serie A, 23 nel campionato di guerra e 32 nella transitoria Divisione Nazionale del secondo dopoguerra), 23 in Coppa Italia e 6 in Coppa dell'Europa Centrale, conquistando due scudetti e due coppe nazionali. Anche l'esperienza azzurra è tutta legata al periodo nella Juventus: Depetrini debuttò nell'Italia di Vittorio Pozzo nel 1936, chiudendo con la nazionale nel 1946 con un attivo di 12 presenze.
All'età di trentasei anni lasciò la maglia bianconera per andare a vestire quella granata dei concittadini del Torino, nell'immediato dopo-Superga, con cui militò per due stagioni prima di chiudere la carriera agonistica nel 1951.

### Allenatore
Alla Juventus ritornerà da tecnico, sedendo in panchina dapprima nelle ultime gare della tribolata stagione 1956-1957, subentrando all'esonerato Sandro Puppo, e poi come sostituto di Ljubiša Broćić per la gran parte dell'annata 1958-1959.
Fu allenatore anche del Siena, del Cenisia, della Biellese, della Sarom Ravenna, della Pro Vercelli e del Ciriè, attività parallela al lavoro di rappresentante di caffè e altri prodotti alimentari.

## Statistiche

### Presenze e reti nei club
| Stagione            | Squadra             | Campionato          | Campionato | Campionato |
| Stagione            | Squadra             | Comp                | Pres       | Reti       |
| ------------------- | ------------------- | ------------------- | ---------- | ---------- |
| 1930-1931           | Pro Vercelli        | A                   | 4          | 0          |
| 1931-1932           | Pro Vercelli        | A                   | 34         | 0          |
| 1932-1933           | Pro Vercelli        | A                   | 28         | 1          |
| Totale Pro Vercelli | Totale Pro Vercelli | Totale Pro Vercelli | 66         | 1          |
| 1933-1934           | Juventus            | A                   | 10         | 2          |
| 1934-1935           | Juventus            | A                   | 14         | 1          |
| 1935-1936           | Juventus            | A                   | 24         | 0          |
| 1936-1937           | Juventus            | A                   | 14         | 0          |
| 1937-1938           | Juventus            | A                   | 23         | 0          |
| 1938-1939           | Juventus            | A                   | 30         | 1          |
| 1939-1940           | Juventus            | A                   | 30         | 0          |
| 1940-1941           | Juventus            | A                   | 29         | 2          |
| 1941-1942           | Juventus            | A                   | 30         | 0          |
| 1942-1943           | Juventus            | A                   | 24         | 1          |
| 1944                | Juventus            | DN                  | 23         | 1          |
| 1945-1946           | Juventus            | DN                  | 32         | 1          |
| 1946-1947           | Juventus            | A                   | 28         | 0          |
| 1947-1948           | Juventus            | A                   | 31         | 1          |
| 1948-1949           | Juventus            | A                   | 17         | 0          |
| Totale Juventus     | Totale Juventus     | Totale Juventus     | 359        | 10         |
| 1949-1950           | Torino              | A                   | 21         | 0          |
| 1950-1951           | Torino              | A                   | 9          | 0          |
| Totale Torino       | Totale Torino       | Totale Torino       | 30         | 0          |
| Totale carriera     | Totale carriera     | Totale carriera     | 455        | 11         |

### Cronologia presenze e reti in nazionale
| Cronologia completa delle presenze e delle reti in nazionale ― Italia | Cronologia completa delle presenze e delle reti in nazionale ― Italia | Cronologia completa delle presenze e delle reti in nazionale ― Italia | Cronologia completa delle presenze e delle reti in nazionale ― Italia | Cronologia completa delle presenze e delle reti in nazionale ― Italia | Cronologia completa delle presenze e delle reti in nazionale ― Italia | Cronologia completa delle presenze e delle reti in nazionale ― Italia | Cronologia completa delle presenze e delle reti in nazionale ― Italia |
| Data                                                                  | Città                                                                 | In casa                                                               | Risultato                                                             | Ospiti                                                                | Competizione                                                          | Reti                                                                  | Note                                                                  |
| --------------------------------------------------------------------- | --------------------------------------------------------------------- | --------------------------------------------------------------------- | --------------------------------------------------------------------- | --------------------------------------------------------------------- | --------------------------------------------------------------------- | --------------------------------------------------------------------- | --------------------------------------------------------------------- |
| 17-5-1936                                                             | Roma                                                                  | Italia                                                                | 2 – 2                                                                 | Austria                                                               | Amichevole                                                            | -                                                                     |                                                                       |
| 31-5-1936                                                             | Budapest                                                              | Ungheria                                                              | 1 – 2                                                                 | Italia                                                                | Amichevole                                                            | -                                                                     |                                                                       |
| 13-5-1939                                                             | Milano                                                                | Italia                                                                | 2 – 2                                                                 | Inghilterra                                                           | Amichevole                                                            | -                                                                     |                                                                       |
| 4-6-1939                                                              | Belgrado                                                              | Jugoslavia                                                            | 1 – 2                                                                 | Italia                                                                | Amichevole                                                            | -                                                                     |                                                                       |
| 8-6-1939                                                              | Budapest                                                              | Ungheria                                                              | 1 – 3                                                                 | Italia                                                                | Amichevole                                                            | -                                                                     |                                                                       |
| 20-7-1939                                                             | Helsinki                                                              | Finlandia                                                             | 2 – 3                                                                 | Italia                                                                | Amichevole                                                            | -                                                                     |                                                                       |
| 12-11-1939                                                            | Zurigo                                                                | Svizzera                                                              | 3 – 1                                                                 | Italia                                                                | Amichevole                                                            | -                                                                     |                                                                       |
| 3-3-1940                                                              | Torino                                                                | Italia                                                                | 1 – 1                                                                 | Svizzera                                                              | Amichevole                                                            | -                                                                     |                                                                       |
| 5-5-1940                                                              | Milano                                                                | Italia                                                                | 3 – 2                                                                 | Germania                                                              | Amichevole                                                            | -                                                                     |                                                                       |
| 1-12-1940                                                             | Genova                                                                | Italia                                                                | 1 – 1                                                                 | Ungheria                                                              | Amichevole                                                            | -                                                                     |                                                                       |
| 19-4-1942                                                             | Milano                                                                | Italia                                                                | 4 – 0                                                                 | Spagna                                                                | Amichevole                                                            | -                                                                     |                                                                       |
| 1-12-1946                                                             | Milano                                                                | Italia                                                                | 3 – 2                                                                 | Austria                                                               | Amichevole                                                            | -                                                                     |                                                                       |
| Totale                                                                |                                                                       | Presenze                                                              | 12                                                                    |                                                                       | Reti                                                                  | 0                                                                     |                                                                       |

## Palmarès

### Giocatore

#### Club
- Campionato italiano: 2

Juventus: 1933-1934, 1934-1935
- Coppa Italia: 2

Juventus: 1937-1938, 1941-1942